# Plaza Colima
Plaza Colima es un centro comercial del tipo Power Center ubicado al noroeste de la Zona metropolitana de Colima-Villa de Álvarez en el municipio de Villa de Álvarez, Colima, México, propiedad de la cadena de tiendas de autoservicio mexicana Organización Soriana. La obra inició sus operaciones a mediados del año 1999 con la inauguración de la tienda de autoservicio Soriana Híper. Desde 2012 hasta 2017, el complejo comercial Plaza Colima fue sede del evento cinematográfico Festival Colima de Cine por parte de la Secretaría de Cultura del Gobierno del Estado de Colima en conjunto con el Consejo Nacional para la Cultura y las Artes (actualmente Secretaría de Cultura) y la empresa Cinérgica a través de seis ediciones anuales encabezados por el secretario de Cultura, Rubén Pérez Anguiano, los cuales se llevaron a cabo dentro de las instalaciones de Cinemex en el complejo comercial.

## Historia
Plaza Colima surgió a principios del año 1999 cuando la cadena mexicana de tiendas de autoservicio Organización Soriana inició la construcción del centro comercial en un predio ubicado en las Avenidas Enrique Corona Morfín y María Ahumada de Gómez al noroeste de la Zona metropolitana de Colima-Villa de Álvarez en el municipio de Villa de Álvarez, Colima, México en las cercanías al Monumento a la Diosa de Agua. La obra inició sus operaciones a mediados del año 1999 con la inauguración de la tienda de autoservicio Soriana Híper, en el que a partir de allí, el complejo comercial Plaza Colima iniciaría su proceso de aperturas de tiendas, restaurantes y locales comerciales, entre ellas las inauguraciones de las tiendas departamentales Coppel y Famsa, el club de precios City Club y el complejo de cines de la cadena MMCinemas (que tiempo más tarde fue adquirida y convertida a la cadena mexicana Cinemex) durante la década de los años 2000. 
El 10 de octubre de 2012, se llevó a cabo la primera edición del Festival Colima de Cine 2012 dentro de las instalaciones de Cinemex del complejo comercial Plaza Colima, esto como una de las sedes oficiales definidas por el evento cultural organizado por parte de la Secretaría de Cultura del Gobierno del Estado de Colima en conjunto con el entonces Consejo Nacional para la Cultura y las Artes (actualmente Secretaría de Cultura) y la empresa Cinérgica a través de proyecciones de películas mexicanas y cortometrajes colimenses realizadas dentro de las nueve salas de Cinemex Plaza Colima, cuyo evento cultural cinematográfico fue encabezado por el Secretario de Cultura del Estado de Colima, Rubén Pérez Anguiano.
El 1 de octubre de 2013, por parte de la Secretaría de Cultura del Gobierno del Estado de Colima en conjunto con el Consejo Nacional para la Cultura y las Artes y la empresa Cinérgica, se lleva a cabo la segunda edición del Festival Colima de Cine 2013 dentro de las instalaciones de Cinemex del centro comercial Plaza Colima como una de las sedes oficiales del evento cultural, esto con el objetivo de fomentar la actividad cinematográfica en el Estado de Colima, el cual del 1 al 4 de octubre de 2013 se proyectaron un total de 10 películas mexicanas en las salas de Cinemex Plaza Colima, entre ellas la película mexicana Tercera Llamada, bajo la dirección y producción de Francisco Franco, cuyo evento  cultural cinematográfico fue encabezado por el secretario de Cultura, Rubén Pérez Anguiano.
El 13 de mayo de 2014, se llevó a cabo la Feria de Productos Colimenses por parte de la Secretaría de Fomento Económico dentro de las instalaciones de la tienda de autoservicio Soriana Híper, cuyo evento estuvo encabezado por el director general de la Secretaría de Fomento Económico, Mariano César Gutiérrez Larios, el cual se comercializaron más de 66 productos de índole local dentro del establecimiento en el cual participaron un total de 19 empresas locales, esto con el objetivo de impulsar el comercio local en el Estado de Colima bajo la finalidad de que los comerciantes locales cuenten con los canales de distribución adecuados para comercializar sus productos, cuyo evento concluyó el 15 de junio de 2014. Posteriormente, el 1 de octubre del mismo año,se llevó a cabo la tercera edición del Festival Colima de Cine 2014 dentro de las instalaciones de Cinemex del centro comercial Plaza Colima donde se proyectaron un total de 11 películas mexicanas, una de índole extranjera, cortometrajes colimenses y un homenaje al actor mexicano Rafael Inclán, cuya edición cinematográfica fue encabezada por el secretario de Cultura, Rubén Pérez Anguiano en conjunto con el entonces Presidente Municipal de Colima, Federico Rangel Lozano y el director del Festival Colima de Cine, José Antonio Elo Lagarde, culminando el evento el 5 de octubre de 2014 bajo la asistencia total de 10 mil personas.
El 1 de octubre de 2015, se llevó a cabo la cuarta edición del Festival Colima de Cine 2015 dentro de las instalaciones de Cinemex del centro comercial Plaza Colima como una de las sedes oficiales del evento, cuyo evento organizado por la Secretaría de Cultura del Gobierno del Estado de Colima y el Consejo Nacional para la Cultura y las Artes fue encabezado por el secretario de Cultura de Colima, Rubén Pérez Anguiano, el cual se proyectaron las películas mexicanas La increible historia del niño de piedra, El comienzo del tiempo y La línea delgada dentro de las salas de Cinemex Plaza Colima, cuyo evento finalizó el 5 de octubre de 2015.
El 5 de octubre de 2016,  se llevó a cabo la quinta edición del Festival Colima de Cine 2016 dentro de las instalaciones de Cinemex Plaza Colima como una de las sedes oficiales del evento cinematográfico organizado por la Secretaría de Cultura del Gobierno del Estado de Colima y la Secretaría de Cultura, el cual fue encabezado por el secretario de Cultura de Colima, Rubén Pérez Anguiano, en donde se proyectaron y estrenaron 10 películas mexicanas, así como de cortometrajes nacionales y extranjeras de manera gratuita en Cinemex Plaza Colima hasta su finalización el 10 de octubre de 2016.
El 28 de abril de 2017, se llevó a cabo el evento nacional Día del Niño Seguro en el Cine convocado por la Secretaría de Gobernación y Sistema Nacional de Protección Civil en las instalaciones de Cinemex Plaza Colima, el cual estuvo encabezado por el entonces diputado federal por el primer distrito electoral del estado de Colima, Kike Rojas así como del personal de la sucursal Cinemex Plaza Colima, el cual tuvo como objetivo promover la cultura de protección civil y autocuidado en la población colimense, pero sobre todo incluir y enseñar a niñas y niños de Colima lo qué deben hacer en caso de emergencia, ya sea un incendio, sismo o cualquier otro tipo de fenómeno natural o antropogénico que se pueda presentar para que conozcan los protocolos en caso de presentarse una emergencia cuando estén en alguna sala cinematográfica o en eventos con multitud de personas o espacios cerrados, a través de un simulacro en caso de emergencia donde asistieron más de 1000 personas, incluyendo niños y niñas de Colima en las instalaciones de Cinemex Plaza Colima. Posteriormente, del 6 al 8 de octubre de 2017, se llevó a cabo la sexta edición del Festival Colima de Cine 2016 dentro de las instalaciones de Cinemex Plaza Colima, donde se han proyectado un total 10 películas mexicanas dentro de sus salas de cine, esto con el objetivo de acercar el cine mexicano a la población colimense sin distingos así como el fomento a la actividad cinematográfica en el Estado de Colima, cuyo evento cinematográfico celebrado en Cinemex Plaza Colima fue encabezado por el director del Festival Colima de Cine, José Antonio Elo Lagarde.
El 28 de noviembre de 2020, en el marco de la Pandemia de COVID-19 en México, inicia operaciones el restaurante jalisciense Pollo Pepe dentro de las instalaciones del centro comercial Plaza Colima. Posteriormente, el 9 de febrero de 2021, se cerró de manera temporal el complejo de salas de cine Cinemex Plaza Colima, esto debido a la afectación económica de la compañía a nivel nacional durante la Pandemia de COVID-19 en México. El 24 de junio del mismo año, retomó sus operaciones Cinemex Plaza Colima bajo las medidas sanitarias impuestas por la Secretaría de Salud, cuya reapertura del complejo cinematográfico fue confirmada y encabezada por el entonces gerente general de Cinemex Plaza Colima, Carlos Alberto Venegas Márquez. Posteriormente, el 29 de octubre de 2021, Plaza Colima se reestructura con la inauguración de la mueblería El Bodegón de la empresa colimense Grupo Bodesa, retomando el espacio que dejó vacante la tienda departamental Famsa, el cual finalizó sus operaciones en Plaza Colima a principios del año 2021.
El 26 de julio de 2022, Plaza Colima pasa por una reestructuración comercial con la construcción de la cafetería internacional Starbucks Coffee a través de la colocación de la primera piedra, el cual fue encabezada por la presidenta municipal de Villa de Álvarez, Esther Gutiérrez Andrade en conjunto con el representante de la Cámara Mexicana de la Industria de la Construcción, Julio Lugo Barriga así como de funcionarios de la Administración Municipal de Villa de Álvarez, el cual se aplicó una inversión de 15 millones de pesos en donde se generaron 100 empleos durante su construcción, cuya cafetería de índole internacional inició sus operaciones en el mes de diciembre de 2022 generando un total de 25 empleos directos a partir de su inauguración.
El 14 de diciembre de 2022, se llevó a cabo la Caravana Navideña 2022 organizada por el Ayuntamiento de Villa de Álvarez en las instalaciones de City Club Plaza Colima, cuyo evento navideño fue encabezado por la presidenta municipal de Villa de Álvarez, Esther Gutiérrez Andrade, el cual la Caravana Navideña recorrió las avenidas y calles del municipio de Villa de Álvarez iniciando desde el exterior de las instalaciones de City Club del centro comercial Plaza Colima por las Avenidas María Ahumada de Gómez y Federico Cárdenas y culminando en el Jardín Principal del municipio de Villa de Álvarez (Jardín Independencia) el cual se realizaron posadas navideñas bajo la participación de miles de villalvarenses incluyendo niñas y niños.
El 10 de noviembre de 2023, Plaza Colima pasa por otra reestructuración comercial y con ello terminó operaciones y se cerró de manera permanente el complejo de salas de cine Cinemex. Posteriormente, el 8 de septiembre de 2024, inicia operaciones la tienda de artículos asiáticos para el hogar Híper Asia dentro del complejo comercial Plaza Colima, retomando el espacio que dejó vacante Cinemex tras su cierre el 10 de noviembre de 2023.
El 21 de diciembre de 2024, se llevó a cabo la Caravana Navideña 2024 organizada por el Ayuntamiento de Villa de Álvarez en las instalaciones de City Club Plaza Colima, cuyo evento navideño fue encabezado por la presidenta municipal de Villa de Álvarez, Esther Gutiérrez Andrade, el cual la Caravana Navideña recorrió las avenidas y calles del municipio de Villa de Álvarez iniciando desde el exterior de las instalaciones de City Club del centro comercial Plaza Colima por las Avenidas María Ahumada de Gómez y Federico Cárdenas hasta finalizar en el Jardín Principal del municipio de Villa de Álvarez (Jardín Independencia) por la calle J. Merced Cabrera, bajo la participación de miles de villalvarenses incluyendo niñas y niños.

## Características
Plaza Colima consta de un centro comercial estilo Power Center  estructurado a una sola planta, el cual abarca una superficie de 39,933 m2 en el área de construcción, ubicado en las Avenidas Enrique Corona Morfín y María Ahumada de Gómez al noroeste de la Zona metropolitana de Colima-Villa de Álvarez, esto dentro del municipio de Villa de Álvarez.
Empresarial y comercialmente, el complejo comercial actualmente está compuesta por cuatro tiendas ancla conformadas por una tienda de autoservicio Soriana Híper, un club de precios City Club, una tienda departamental Coppel y una tienda de artículos asiáticos Híper Asia. En tanto, sus espacios comerciales restantes la conforman tiendas y boutiques en las divisiones de ropa, calzado, accesorios,  artículos para el hogar, mueblería telefonía móvil, cuidado personal, maquillaje, artículos deportivos, joyería y perfumería, entre otros giros de talla local, estatal, regional, nacional e internacional, así como restaurantes, puestos de comida, cafetería Starbucks Coffee y servicios varios como Kiosco de Servicio del Gobierno del Estado de Colima ubicado en el Local 49 de Plaza Colima, así como sucursales bancarias y cajeros automáticos, entre otros servicios. Hasta noviembre de 2023, se contó con un complejo de nueve salas de cine de la cadena Cinemex (inicialmente MMCinemas), el cual entre los años 2012 y 2017 se llevaron a cabo las seis ediciones del Festival Colima de Cine, evento organizado por la Secretaría de Cultura del Gobierno del Estado de Colima en conjunto con el Consejo Nacional para la Cultura y las Artes (actualmente Secretaría de Cultura).
Administrativamente, Plaza Colima es operada y se encuentra bajo propiedad de la cadena de autoservicios mexicana de origen lagunero Organización Soriana bajo su división inmobiliaria Soriana Inmobiliaria.